# Campeonato Europeo de Judo de 1982
El XXX Campeonato Europeo de Judo se celebró en dos sedes distintas: el campeonato masculino en Rostock (RDA) entre el 14 y el 16 de mayo y el femenino en Oslo (Noruega) entre el 12 y el 14 de mayo de 1982 bajo la organización de la Unión Europea de Judo (EJU).

## Medallistas

### Masculino
| Evento            | Oro                           | Plata                    | Bronce                                                      |
| ----------------- | ----------------------------- | ------------------------ | ----------------------------------------------------------- |
| –60 kg            | Jazret Tletseri URSS          | Atanas Guerchev Bulgaria | Andrzej Dziemianiuk · Polonia · Klaus-Peter Stollberg · RDA |
| –65 kg            | Torsten Reißmann RDA          | Thierry Rey Francia      | Janusz Pawłowski · Polonia · Josef Reiter · Austria         |
| –71 kg            | Ezio Gamba · Italia           | Karl-Heinz Lehmann RDA   | Magomed Parchiev URSS Stanislav Tůma Checoslovaquia         |
| –78 kg            | Mircea Frățică Rumania        | Shota Jabareli URSS      | Andrzej Sądej · Polonia · Neil Adams · Reino Unido          |
| –86 kg            | Alexandr Yatskevich URSS      | Mario Vecchi · Italia    | Bernard Tchoullouyan Francia Detlef Ultsch RDA              |
| –95 kg            | Robert Köstenberger · Austria | Günther Neureuther RFA   | Roger Vachon · Francia · Lajos Molnar · Hungría             |
| +95 kg            | Henry Stöhr RDA               | Angelo Parisi Francia    | Grigori Verichev · URSS · András Ozsvár · Hungría           |
| Categoría abierta | Alexei Tiurin URSS            | András Ozsvár · Hungría  | Arthur Schnabel RFA Fred Olhorn RDA                         |

### Femenino
| Evento            | Oro                               | Plata                               | Bronce                                                         |
| ----------------- | --------------------------------- | ----------------------------------- | -------------------------------------------------------------- |
| –48 kg            | Karen Briggs Reino Unido          | Anna De Novellis · Italia           | Jaana Ronkainen · Finlandia · Marie-France Colignon · Francia  |
| –52 kg            | Edith Hrovat · Austria            | Loretta Doyle Reino Unido           | Pascale Doger · Francia · Ann Löf · Suecia                     |
| –56 kg            | Béatrice Rodriguez Francia        | Rebecca Limerick · Suecia           | Gerda Winklbauer · Austria · Inge Krasser · Suiza              |
| –61 kg            | Herta Reiter · Austria            | Chantal Han · Países Bajos          | Gabi Ritschel RFA Martine Rottier Francia                      |
| –66 kg            | Edith Simon · Austria             | Dawn Netherwood Reino Unido         | Karin Krüger RFA Claudette Dekarz Francia                      |
| –72 kg            | Jocelyne Triadou Francia          | Barbara Claßen RFA                  | Marina Berg · Suecia · Inés Kaspers · España                   |
| +72 kg            | Marjolein van Unen · Países Bajos | Christiane Kieburg RFA              | Véronique Vigneron · Francia · Margherita De Cal · Italia      |
| Categoría abierta | Edith Simon · Austria             | Jolanda van Meggelen · Países Bajos | Barbara Claßen · RFA · Isabel Cortavitarte Mediavilla · España |

## Medallero
| Núm. | País           | Oro | Plata | Bronce | Total |
| ---- | -------------- | --- | ----- | ------ | ----- |
| 1    | Austria        | 5   | 0     | 2      | 7     |
| 2    | URSS           | 3   | 1     | 2      | 6     |
| 3    | Francia        | 2   | 2     | 7      | 11    |
| 4    | RDA            | 2   | 1     | 3      | 6     |
| 5    | Italia         | 1   | 2     | 1      | 4     |
| 5    | Reino Unido    | 1   | 2     | 1      | 4     |
| 7    | Países Bajos   | 1   | 2     | 0      | 3     |
| 8    | Rumania        | 1   | 0     | 0      | 1     |
| 9    | RFA            | 0   | 3     | 4      | 7     |
| 10   | Hungría        | 0   | 1     | 2      | 3     |
| 10   | Suecia         | 0   | 1     | 2      | 3     |
| 12   | Bulgaria       | 0   | 1     | 0      | 1     |
| 13   | Polonia        | 0   | 0     | 3      | 3     |
| 14   | España         | 0   | 0     | 2      | 2     |
| 15   | Checoslovaquia | 0   | 0     | 1      | 1     |
| 15   | Finlandia      | 0   | 0     | 1      | 1     |
| 15   | Suiza          | 0   | 0     | 1      | 1     |
|      | TOTAL          | 16  | 16    | 32     | 64    |